# Abaújalpár, Borsod-Abaúj-Zemplén
Abaújalpár este un sat în districtul Gönc, județul Borsod-Abaúj-Zemplén, Ungaria, având o populație de 81 de locuitori (2011). 

## Demografie
Componența etnică a satului Abaújalpár
     Maghiari (96,34%)
     Ucraineni (3,66%)
Componența confesională a satului Abaújalpár
     Reformați (43,21%)
     Romano-catolici (23,46%)
     Greco-catolici (6,17%)
     Necunoscută (27,16%)
Conform recensământului din 2011, satul Abaújalpár avea 81 de locuitori. Din punct de vedere etnic, majoritatea locuitorilor (96,34%) erau maghiari, cu o minoritate de ucraineni (3,66%). Nu există o religie majoritară, locuitorii fiind reformați (43,21%), romano-catolici (23,46%) și greco-catolici (6,17%). Pentru 27,16% din locuitori nu este cunoscută apartenența confesională.